# (523693) 2014 FT71
(523693) 2014 FT71 est un objet transneptunien en résonance 4:7 avec Neptune.

## Caractéristiques
(523693) 2014 FT71 mesure environ 507 kilomètres de diamètre, ce qui en fait un candidat au statut de planète naine.